# Paul Tibbets
Paul Warfield Tibbets, Jr. (n. 23 februarie 1915, Quincy⁠(d), Illinois, SUA – d. 1 noiembrie 2007, Columbus, Ohio, SUA) a fost un general de brigadă american, cunoscut ca fiind pilotul avionului Enola Gay, primul avion care a lansat o bombă atomică. Bomba a fost aruncată asupra orașului japonez Hiroshima la 6 august 1945.

## Biografie
Tibbets s-a născut în Quincy statul Illinois, fiul lui Paul Tibbets, Sr., și Enola Gay Haggard. El a fost crescut în Cedar Rapids, Iowa, unde tatăl său s-a ocupat cu confecții en-gros. Conform recensământului din 1930, familia lui s-a mutat în Des Moines, apoi în Miami, Florida. Tibbets a studiat la Universitatea din Florida în Gainesville și a fost membru al Epsilon Zeta Chapter of Sigma Nu fraternity din 1934.

### Cariera militară
Pe data de 25 februarie, 1937, Tibbets s-a înrolat ca pilot cadet în Army Air Corps la Fort Thomas, Kentucky. A fost însărcinat ca sublocotenent în 1938 la baza aeriană Kelly Field, Texas (mai târziu Kelly AFB, acum the Kelly Field Annex of Lackland AFB). Tibbets a fost numit comandant ofițer pe 340th Bomb Squadron, 97th Heavy Bomb Group zburând pe B-17 Flying Fortress până în martie 1942. Aflat la RAF Polebrook, a pilotat un bombardier întâi la Eighth Air Force în misiunile de bombardament în Europa 17 august 1942, și mai târziu în misiunile de luptă în Teatrul de luptă din Mediterana (al doilea război mondial) apoi s-a întors în Statele Unite pentru a testa bombardierul B-29 Superfortress. Prin reputație, Tibbets a fost "cel mai bun pilot în Forțele Aeriene ale Statelor Unite". Unul dintre cei care i-au confirmat aceasta reputație a fost Dwight D. Eisenhower, căruia Tibbets i-a fost și pilot personal în timpul celui de-al doilea război mondial. 

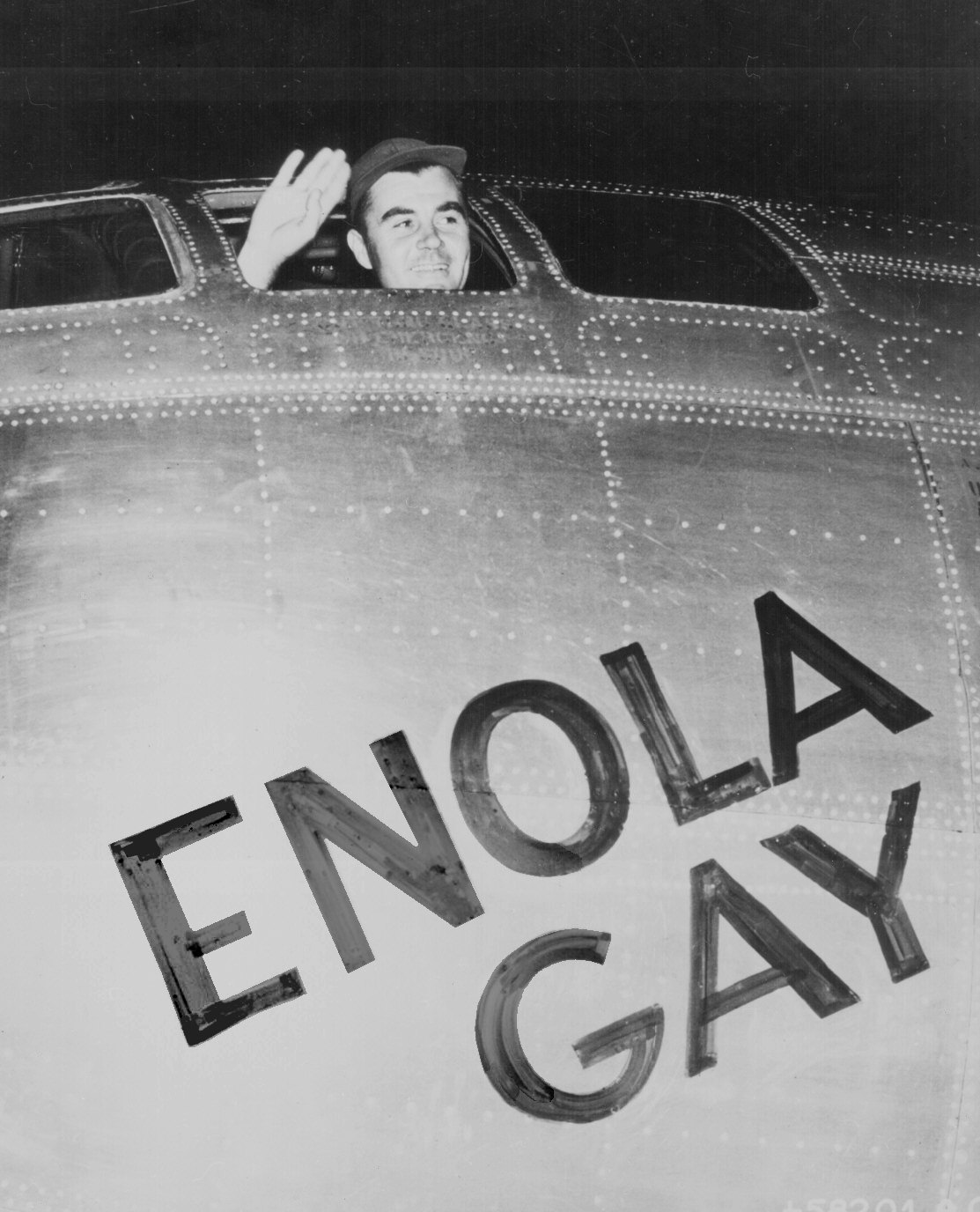
Salutul colonelului Paul Tibbets Jr inainte de a decola spre Hiroshima cu avionul B-29 Enola Gay la bordul căreia se afla bomba nucleara Little Boy.

În septembrie 1944, a fost desemnat pentru a comanda proiectul la Wendover Army Air Field, Utah, acesta devenind al 509-lea Composite Group, în conexiune cu Proiectul Manhattan din 5 august 1945. Avionul a fost numit: B-29 cu numărul de serie 44-86292 Enola Gay numele mamei sale (ea a fost numită după eroina Enola, o nuvelă care i-a plăcut tatălui ei). Pe 6 august, Enola Gay decolează din insulele Tinian spre Mariane cu Tibbets la bord la ora 2:45 a.m., ora Japoniei. Bomba atomică, cu numele de cod Little Boy (Băiețelul), a fost lansată deasupra Hiroshimei la ora 8:15 a.m. Pierderile de vieți omenești au fost cuprinse între 90.000-140.000 persoane, începând de la impactul inițial, și până la cei care au murit ulterior prin iradiere sau în urma rănilor cauzate de explozie.
Căsătoria lui Tibbets cu Lucy Wingate s-a terminat cu divorțul din 1955;] a doua soție numindu-se Andrea. În 1959 a fost promovat ca general de brigadă. S-a retras din Forțele Aeriene ale Statelor Unite în data de 31 august 1966.
În anii 1960, Tibbets a fost numit militar atașat în India, dar această poziție a fost retrasă după protest. După retragerea din Forțele Aeriene ale Statelor Unite, a lucrat ca Director Executiv la Jet Aviation din Columbus, Ohio - o companie aeriană de taxi (acum numită NetJets). S-a retras din firmă în 1970 întorcându-se la Miami, Florida. Apoi a părăsit din nou Miami întorcându-se ca Director Executiv la Jet Aviation, vânzându-și casa din Miami în 1974. A fost Președinte Executiv la Jet Aviation din 1976 până la retragerea sa din 1987.
Guvernul Statelor Unite și-a cerut scuze Japoniei în 1976, după ce Tibbets a reconstituit scenele bombardamentului cu B-29 la un air show în Texas, finalizat cu norul în formă de ciupercă. Tibbets a spus că acea reconstituire n-a fost făcută cu scopul de a fi o insultă la adresa japonezilor..
Tibbets a spus că nu regretă deloc decizia pe care a luat-o atunci când a lansat bomba. Într-un interviu din 1975 el a spus: "Sunt mândru că am putut să o iau de la început, munca pe care am depus-o, am dus-o la perfecțiune.... Dorm la fel de bine în fiecare noapte". În martie 2005, el a spus:, "Dacă îmi veți da aceleași circumstanțe, aș face-o din nou."

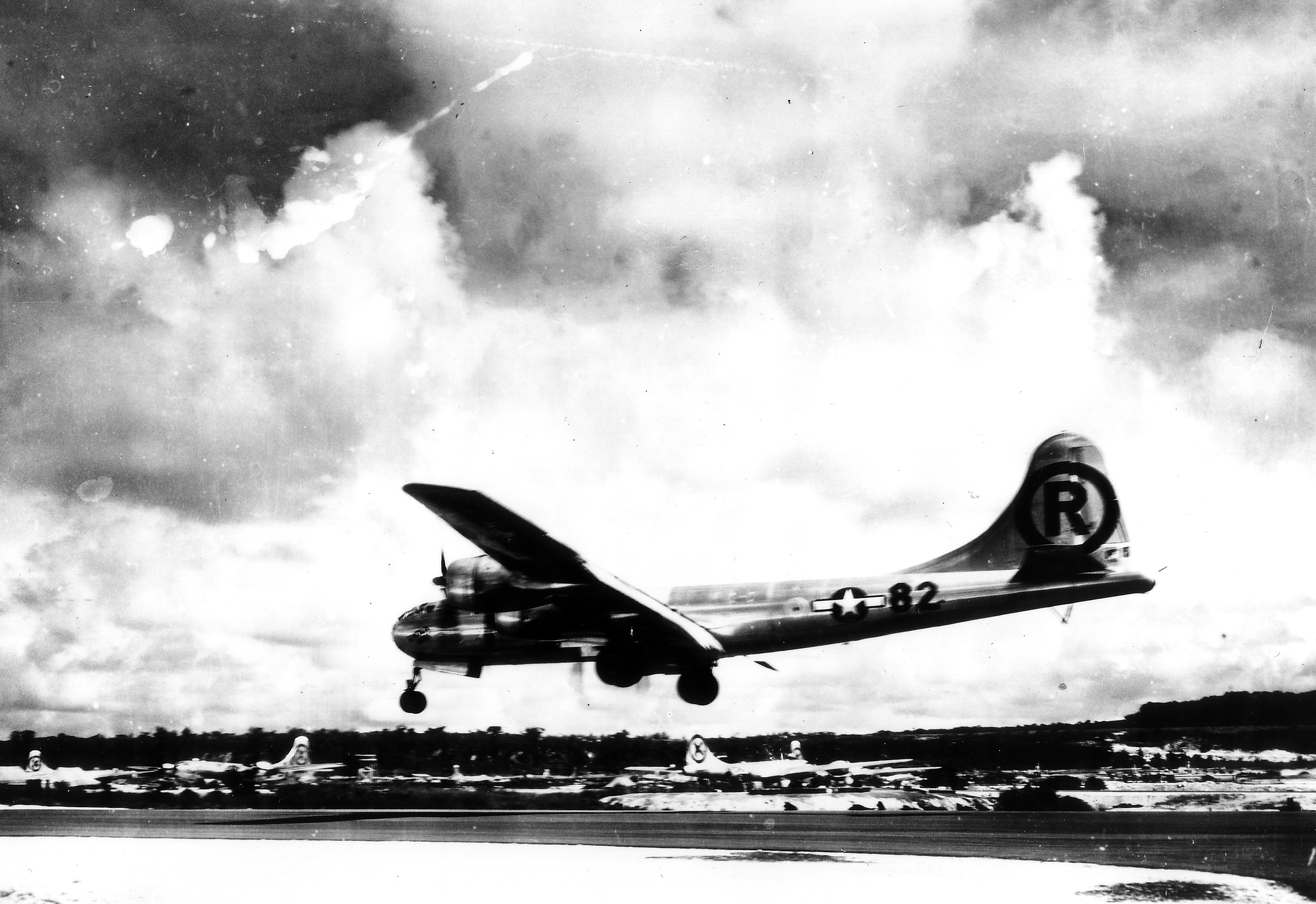
Enola Gay, aterizand dupa lansarea bombei Little boy deasupra orasului Hiroshima

### Decesul
Tibbets a murit în orașul în care locuia, Columbus, Ohio, acasă în 2007, la vârsta de 92 ani. Era bolnav cu inima și în ultimii ani din viață a stat mult în spital.

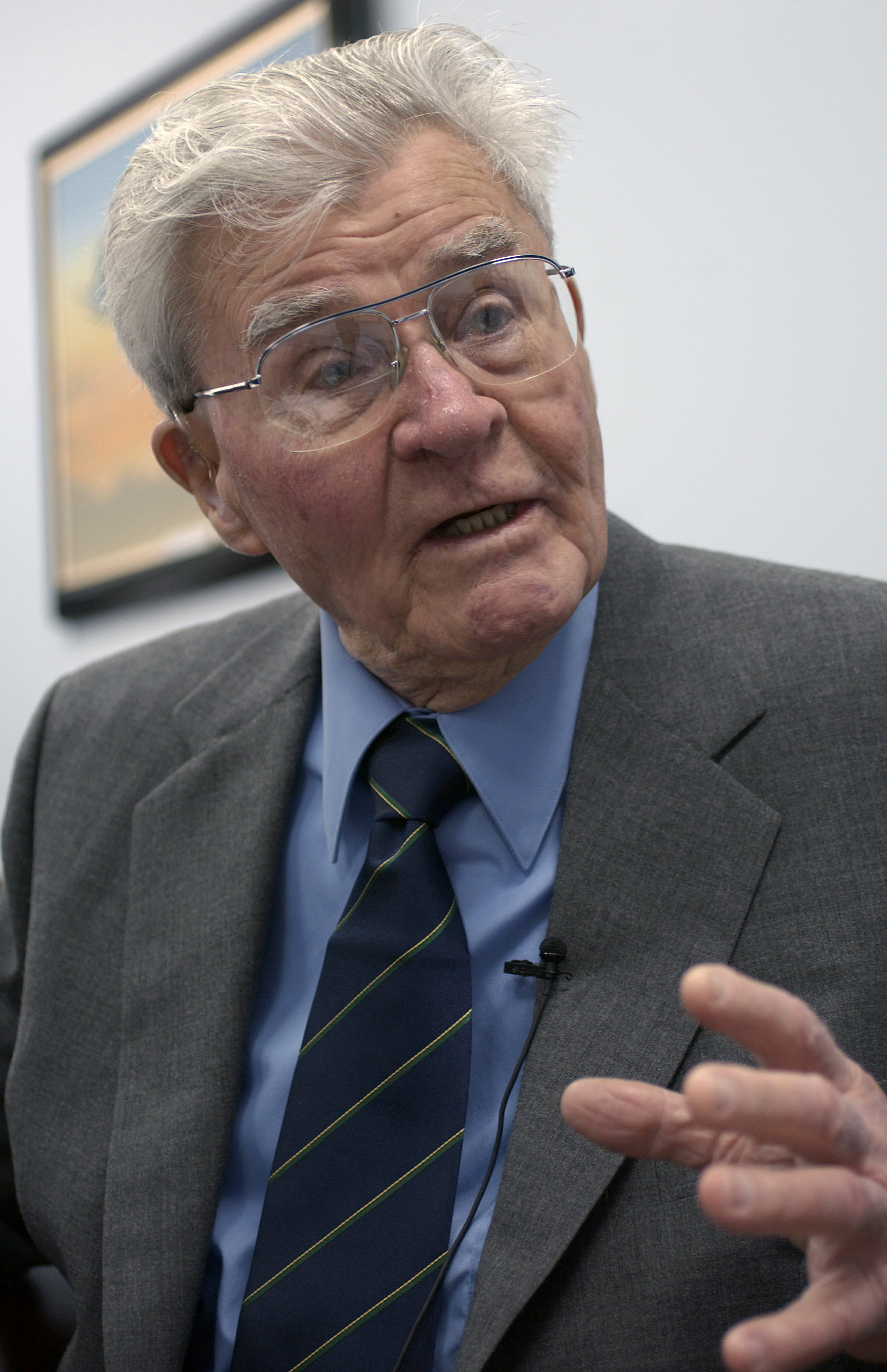
Tibbets in 2003

Tibbets a cerut ca să nu i se facă servicii funerare după ce va muri și de a nu i se pune piatră pe mormânt pentru ca protestatarii anti-nucleari să nu facă din mormântul sau un loc de pelerinaj. Tibbets a cerut să fie incinerat după care cenușa să-i fie aruncată în apele Canalului Mânecii.

## Premii și decorații
- Command pilot
- Distinguished Service Cross
- Legion of Merit
- Distinguished Flying Cross
- Purple Heart
- Air Medal
- Commendation Medal
- European-African-Middle Eastern Campaign Medal
- Asiatic-Pacific Campaign Medal
- American Defense Service Medal
- American Campaign Medal
- World War II Victory Medal